# Théophile Longuet
Pour les articles homonymes, voir Longuet.
Théophile Longuet, né le 1er janvier 1866 à Torxé (Charente-Inférieure) où il est mort le 19 avril 1959, est un homme politique français.

## Biographie
Entré tardivement en politique, il est maire de Torxé et, en 1921, conseiller général du canton de Tonnay-Boutonne. Il conserve ces deux mandats jusqu'à son décès, avec une suspension comme maire entre 1942 et 1944.
Député radical de la Charente-Inférieure de 1924 à 1940, il s'intéresse surtout aux questions d'agriculture. Le 10 juillet 1940, il ne prend pas part au vote des pleins pouvoirs au maréchal Pétain.

## Sources
- Ressources relatives à la vie publique :   - base Léonore
  - Base Sycomore
- Notices d'autorité :   - BnF (données)
- « Théophile Longuet », dans le Dictionnaire des parlementaires français (1889-1940), sous la direction de Jean Jolly, PUF, 1960 [détail de l’édition]